# Estadio Hidalgo
Das Estadio Miguel Hidalgo „El Huracán“, meist nur verkürzt Estadio Hidalgo genannt, ist ein Fußballstadion in Pachuca, Hidalgo, Mexiko. Es bietet 30.000 Zuschauern Platz, wird in der Regel für Fußballspiele genutzt und ist Heimspielstätte des CF Pachuca. Es gilt derzeit als eines der komfortabelsten Fußballstadien in ganz Lateinamerika.

## Geschichte
Das Estadio Hidalgo ist benannt nach dem Nationalhelden Miguel Hidalgo y Costilla, nach dem auch der Bundesstaat benannt wurde, dessen Hauptstadt Pachuca ist. Es wurde am 14. Februar 1993 mit der Erstligabegegnung des CF Pachuca gegen die UNAM Pumas eingeweiht und endete mit einer 0:1-Niederlage der Heimmannschaft.
Obwohl der CF Pachuca einer der wichtigsten Fußballpioniere Mexikos war, der die alte Primera Fuerza dreimal gewann (1905, 1918, 1920), hatte er danach den Anschluss über weite Strecken verloren und war in der 1943 eingeführten Profiliga bisher nur zwischen 1967/68 und 1972/73 mit mäßigem Erfolg vertreten. Ausgerechnet im Jahr der Stadioneinweihung (1992/93) war Pachuca endlich wieder erstklassig, stieg aber ebenso umgehend wieder ab wie vier Jahre später am Ende der Saison 1996/97.
Doch mit der 1998 erfolgten Rückkehr in die Primera División begann eine neue Zeitrechnung; denn in den zehn Jahren zwischen 1999/00 und 2008/09 wurden die Tuzos häufiger Meister als jedes andere Team und wurden im Estadio Hidalgo mehr Finalspiele um die mexikanische Meisterschaft ausgetragen als in jedem anderen Stadion. Siebenmal fand hier ein Finale statt und fünfmal gewann Pachuca die Meisterschaft. Auf Platz zwei folgt übrigens dicht dahinter das Estadio Nemesio Díez mit sechs Finalspielen und dessen Mannschaft CD Toluca mit vier Meistertiteln im selben Zeitraum.
Beachtenswert bei der Finalstatistik ist, dass der CF Pachuca im Estadio Hidalgo alle vier Heimspiele gegen Mannschaften gewann, die nicht aus der Hauptstadt kamen, während hier alle drei Spiele gegen Mannschaften aus Mexiko-Stadt unentschieden endeten. Ebenfalls interessant ist, dass bei den ersten vier Finalspielen das Hinspiel jeweils in Pachuca stattfand und bei den darauffolgenden drei Finalspielen jeweils das Rückspiel.
Hier alle sieben Finalspiele um die mexikanische Meisterschaft im Überblick (Ergebnisse aus Sicht des CF Pachuca):
| Spielzeit   | Finalgegner   | Heimspielergebnis | Auswärtsergebnis     | Saisonbilanz Pachuca |
| ----------- | ------------- | ----------------- | -------------------- | -------------------- |
| Winter 99   | Cruz Azul     | 2:2 (Hinspiel)    | 1:0 nach Golden Goal | Meister              |
| Sommer 01   | Santos Laguna | 2:1 (Hinspiel)    | 1:3                  | Vizemeister          |
| Winter 01   | UANL Tigres   | 2:0 (Hinspiel)    | 1:1                  | Meister              |
| Apertura 03 | UANL Tigres   | 3:1 (Hinspiel)    | 0:1                  | Meister              |
| Clausura 06 | San Luis      | 1:0 (Rückspiel)   | 0:0                  | Meister              |
| Clausura 07 | América       | 1:1 (Rückspiel)   | 2:1                  | Meister              |
| Clausura 09 | UNAM Pumas    | 2:2 (Rückspiel)   | 0:1                  | Vizemeister          |

Außer den sieben Endspielen um die einheimische Fußballmeisterschaft fanden im Estadio Hidalgo auch drei internationale Finalspiele statt. Dabei ist beachtlich, dass die Tuzos nur eins ihrer drei Heimspiele gewinnen konnten, das jeweilige Turnier aber dennoch stets als Sieger beendeten.
Hier alle drei internationalen Finalspiele im Überblick (Ergebnisse aus Sicht des CF Pachuca):
| Turnier                      | Finalgegner | Heimspielergebnis | Auswärtsergebnis | Bilanz CF Pachuca |
| ---------------------------- | ----------- | ----------------- | ---------------- | ----------------- |
| Copa Sudamericana 2006       | Colo-Colo   | 1:1 (Hinspiel)    | 2:1              | Turniersieger     |
| CONCACAF Champions’ Cup 2007 | Guadalajara | 0:0 (Rückspiel)   | 2:2              | Turniersieger     |
| CONCACAF Champions’ Cup 2008 | Saprissa    | 2:1 (Rückspiel)   | 1:1              | Turniersieger     |

## Erläuterungen
1. ↑  Weil in diesem Turnier die auswärts erzielten Tore keine entscheidende Rolle spielen, wurde ein Elfmeterschießen erforderlich, in dem Tuzos gegen Chivas mit 7:6 die Oberhand behielt. Eine Randnotiz verdient ferner die Tatsache, dass das Finale um den CONCACAF Champions’ Cup 2002, für das Pachuca sich ebenfalls qualifiziert hatte, nur in einer Begegnung ausgetragen wurde. Es fand im Estadio Azul von Mexiko-Stadt statt und wurde von Pachuca mit 1:0 gegen Morelia gewonnen.